# 哈季契
哈季契是波斯尼亚和黑塞哥维那实体之一波黑联邦薩拉熱窩州的市镇，位于塞拉耶佛市西南边。市镇面积为273.3平方公里，2013年人口数量为23,891人，中心城镇人口数量为4,993人。

## 人口
2013年人口普查时哈季契市镇有23,891名居民：
- 22,422 波族(93.85%)
- 243 塞族 (1.02%)
- 195 克族 (0.82%)
- 1,011 其他 (4.23%)